# オルト硝酸塩
オルト硝酸塩(Orthonitrate)は、化学式NO43-の四面体型の窒素のオキソアニオンである。1977年に初めて同定され、現在では、オルト硝酸ナトリウム(Na3NO4)とオルト硝酸カリウム(K3NO4)の2つの化合物のみが知られている。対応するオキソ酸であるオルト硝酸（H3NO4)は、仮説上の化合物で、これまで観測されていない。ナトリウム塩及びカリウム塩は、高温かつ理想的な高圧（数GPa）の条件下で、硝酸塩と金属酸化物を融合させることにより、合成できる.。
NaNO3 + Na2O → Na3NO4 (300℃で3日間)
得られたオルト硝酸塩は白色の固体で、湿気や二酸化炭素の影響を非常に受けやすく、空気に晒されると数分で、水酸化ナトリウム、炭酸ナトリウム、硝酸ナトリウムに分解する。
Na3NO4 + CO2 → NaNO3 + Na2CO3
Na3NO4 + H2O → NaNO3 + 2 NaOH
オルト硝酸イオンは、四面体型で、NO結合長は139 pmと非常に短く、極性相互作用が示唆される。この短い結合長は、PO43-やS43-のような、第3周期の元素を含むオキソアニオンの結合長に匹敵する。これらの結合長の短さの要因については、かつて、pπ-dπ結合が提案されていた。窒素原子の3d軌道は、オルト硝酸の結合に関与するにはエネルギーが高すぎるため、オルト硝酸のN-O結合の短さは、pπ-dπ結合はこれらのより重いアニオンの結合長にとって重要な要素ではないことを示している。